# Kiss (ban nhạc)
Kiss (thường được cách điệu là KISS) là một ban nhạc rock Mỹ được thành lập tại thành phố New York vào tháng 1 năm 1973 bởi Paul Stanley, Gene Simmons, Peter Criss và Ace Frehley. Được biết đến nhiều nhờ vào khuôn mặt được make-up kỳ quái cùng trang phục biểu diễn, ban nhạc trở nên nổi tiếng trong thời điểm từ giữa cho đến cuối thập niên 1970. Kiss cũng rất nổi tiếng với các chiêu trò được sử dụng khi biểu diễn trên sân khấu như phun lửa, phun máu, bắn tên lửa. Ban nhạc đã trải qua một vài lần thay đổi thành viên và đến nay, chỉ còn Paul Stanley và Gene Simmons là 2 thành viên gốc. Đội hình gốc và nhiều người biết đến nhất bao gồm Stanley (hát chính và đệm guitar), Simmons (hát và bass), Ace Frelhey (guitar chính và hát) và Peter Criss (trống và hát).
Với khuôn mặt được make-up và trang phục, các thành viên của Kiss đã đặt biệt hiệu cho riêng mình với phong cách truyện tranh: The Star Child (Stanley), The Demon (Simmons), The Spaceman hoặc Space Ace (Frehley) và The Catman (Criss). Do sự bất đồng quan điểm trong việc sáng tác, Ace Frehley và Peter Criss đã rời nhóm vào năm 1982.
Vào năm 1983, Kiss bắt đầu biểu diễn với khuôn mặt không make-up và không mặc trang phục nữa, họ nghĩ rằng đã đến lúc để những thứ đó lại đằng sau. Ban nhạc đạt được thành công nhất định và bài nhạc của họ thường được trình chiếu trên MTV. Tay trống Eric Carr, người thay thế cho Criss vào những năm 80, qua đời vào năm 1991 bởi ung thư tim và đã được thay thế bởi Eric Singer. Để đáp lại trào lưu hoài niệm nhóm nhạc Kiss vào giữa những năm 90, ban nhạc đã công bố việc tập hợp lại đội hình gốc vào năm 1996, cùng với đó là việc make-up và mặc trang phục. Tour diễn Alive/Worldwide là một thành công lớn. Sau tour diễn, Criss và Frehley rời nhóm lần thứ 2 và đã được thay thế bởi Singer và Tommy Thayer.
Kiss đã bán được hơn 100 triệu bản thu trên toàn thế giới, bao gồm 25 triệu album được chứng nhận bởi RIAA. Vào ngày 10 tháng 4 năm 2014, Kiss đã được vinh danh tại Đại sảnh danh vọng Rock and Roll.